# Psygnosis
Psygnosis Ltd. était une société britannique d'édition et de développement de jeu vidéo, basée à Liverpool. Fondée en 1984, la société devient dans les années 1990 un acteur central de l'industrie vidéoludique européenne. Psygnosis s'est illustrée par ses activités d'édition, avec des séries comme Shadow of the Beast, Lemmings, Destruction Derby ou Formula One, mais aussi pour des productions internes comme la série Wipeout. Acquise par Sony Corporation en 1993, la société a joué un rôle clé dans le lancement de la PlayStation en 1995. En 1999, elle est devenue une filiale de Sony CE Europe et a disparu l'année suivante, du moins sous cette dénomination. Le principal studio de Liverpool fut renommé Sony Studio Liverpool. Le logo de la société est une chouette que l'on retrouvera par la suite dans un de leurs jeux à succès Agony.

## Histoire de la compagnie

Logo de Psygnosis

Fondée par Ian Hetherington et Jonathan Ellis en 1984, Psygnosis naît des cendres du développeur Imagine Software, dont Hetherington était le directeur financier. La société se focalise dès le départ sur le marché émergent des ordinateurs personnels 16-bit, en particulier l'Amiga et l'Atari ST, apparus en 1985. Les premiers jeux sont développés en interne : Brataccas (1985), Deep Space et Arena (1986). Barbarian (1987) est emblématique du passage de l'ère 8-bit à l'ère 16-bit et marque un premier franc succès. La compagnie se tourne ensuite progressivement vers des développeurs indépendants, pour la plupart de jeunes passionnés qui réalisent là leurs premiers jeux, souvent dans des conditions amateurs. Psygnosis édite les shoot them up Menace (1988) et Blood Money (1989) de Dave Jones, qui fonde DMA Design, et Ballistix (1989) de l'équipe de Reflections. À cette époque, certains titres sont édités sous le label « Psyclapse ».
Shadow of the Beast (Reflections, 1989) offre à Psygnosis son premier grand succès. Ses graphismes spectaculaires et ses musiques envoûtantes lui confèrent une aura inédite, de celle qui eut donné envie de s'acheter un Amiga 500. Beast reste emblématique des productions 16-bit de l'éditeur ; elles plongent le joueur dans des univers à l'identité marquée, d'inspiration fantasy ou SF, aux visuels attrayants et aux ambiances sonores captivantes. À l'image du jeu d'action-aventure Infestation (1990) et du shoot them up Agony (1991), les jeux Psygnosis sont réputés pour tirer les capacités des machines vers le haut. Si les jeux d'action en 2D constituent l'essentiel de son catalogue, la compagnie s'essaie à des genres variés, notamment dans des productions en 3D temps réel.
Dans les premières années, la compagnie emploie surtout des graphistes en interne, lesquels apportent une plus-value esthétique aux productions de développeurs externes, composés pour l'essentiel de programmeurs. Cette démarche pragmatique permet de maintenir un standard graphique élevé qui fait la réputation de l'éditeur. Les jeux de la compagnie sont connus pour leur présentation soignée : scènes cinématiques et écrans-titres spectaculaires, goodies (posters, t-shirt) offerts avec les jeux, illustrations des boîtes de jeux et logotypes souvent réalisés par des illustrateurs talentueux. Le plus célèbre d'entre eux, Roger Dean, aura marqué la compagnie de son empreinte en concevant son logo, affublé de son inamovible chouette mauve.
Au début des années 1990, Psygnosis produit d'autres graines de développeurs : les plus fertiles seront Bizarre Creations, Traveller's Tales et Digital Illusions. Mais c'est le studio DMA Design (qui deviendra par la suite Rockstar North) et ses minuscules lemmings qui font alors les beaux jours de la société. Sorti en février 1991 sur Amiga, les ventes de Lemmings sont inespérées : le jeu de réflexion est adapté sur la majorité des supports du marché et de nouveaux épisodes verront le jour sur les trois générations de machines suivantes. En 2006, ses créateurs estiment à plus de 15 millions le nombre d'exemplaires de jeux vendus. Grâce à ce succès et un catalogue de qualité, Psygnosis prend des hauteurs dans l'industrie européenne. L'« ère post-Lemmings » est marquée par d'importants investissements dans la recherche et développement et une ouverture aux marchés du compatible PC et des consoles de jeux. 
En 1993, à l'aube de la révolution du CD-ROM et de la 3D temps réel, la compagnie est rachetée par Sony Corporation qui prépare la sortie de sa future console, la PlayStation. Le premier jeu CD-ROM de la compagnie à voir le jour est Microcosm, shoot them up en 3D précalculée, d'abord sur FM-Towns puis sur la quasi-totalité des supports CD de l'époque (PC, 3DO, Amiga CD32, Mega-CD). Sous l'impulsion du géant nippon, les équipes internes se développent et de nouveaux bureaux sont ouverts au Royaume-Uni, en France, en Allemagne et aux États-Unis. Psygnosis va jouer un rôle déterminant dans le lancement de la machine en Europe. En premier lieu, des ingénieurs de la société sont chargés de développer un kit de développement de jeux PlayStation sur PC. Finalisé fin 1994 et immédiatement adopté par Sony, cet outil a permis d'accélérer le développement des titres, ce qui eut des effets positifs dans le contexte de concurrence avec la Saturn de Sega. Ensuite, Psygnosis va apporter plusieurs hits pour le lancement de la console, des jeux spectaculaires qui exploitent les capacités 3D de la console. Les équipes de Liverpool font sensation avec le jeu de course futuriste Wipeout (1995). Reflections Interactive apporte sa contribution avec Destruction Derby (1995). Bizarre Creations bat des records de ventes avec Formula 1 (1996). Bien que la PlayStation soit privilégiée, Psygnosis continue en parallèle à éditer des jeux sur d'autres supports, notamment sur Saturn et sous Windows.
À partir de 1997, la société entre dans une période de trouble. En dépit de succès commerciaux et/ou d'estime, les résultats financiers sont décevants. Le manque de viabilité de certains studios et la position ambivalente de la société, qui produit des jeux sur des plates-formes concurrentes, alimentent les rumeurs de restructuration. En 1998, Sony revend les "opérations" européennes de la compagnie à l'éditeur Eidos. En mars 1999, Psygnosis, qui emploie alors 250 personnes, devient officiellement une filiale de Sony Computer Entertainment. Certains studios sont fermés ou revendus, d'autres fusionnent avec les studios internes de SCEE. Les équipes de Liverpool sont rebaptisées SCE Studio Liverpool. Après seize années d'existence et la sortie fin 2000 de la PlayStation 2, la célèbre chouette ne réapparaît plus sur les jaquettes de jeux.

## Principaux artistes
Parmi les principaux contributeurs de l'ère 16/32bits :
Les graphistes en interne : Garvan Corbett - Colin Rushby - Jeff Bramfitt - Jim Bowers - Neil Thompson

Aucun des artistes n'avaient encore utilisé d'ordinateur personnel pour dessiner avant d'entrer dans la société au milieu des années 1980. Les méthodes de travail chez Psygnosis diffèrent d'autres studios par l'importante liberté laissé aux artistes sur le plan créatif et en termes de délai. Certains sont spécialisés dans les visuels et l'animation in game, d'autres dans les séquences cinématiques, les écrans de chargement ou les rendus en 3D. Au début des années 1990, ils utilisent le logiciel Deluxe Paint III sur Amiga pour concevoir les graphismes. Le mode 32 couleurs basse résolution du Commodore peut "émuler" les graphismes du ST (mode 16 couleurs basse résolution), ce qui facilite les conversions. En 2005, Garvan Corbett, Jeff Bramfitt et de Neil Thompson travaillent encore pour Sony Studio Liverpool.
Les compositeurs : Tim Wright (alias CoLD SToRAGE) et son frère Lee - David Whittaker - Ray Norrish - Brian Johnston - Mike Clarke
Les illustrateurs : Roger Dean - Tim White - Melvyn Grant - Ian Craig - Peter Andrew Jones - Ian Naylor
L'équipe originelle de Brataccas (1985) : Philip Blackburn - David Canham - Garvan Corbett - Jonathan Ellis - Eugene Evans - Tom Flannery - Jake Glover - Ian Hetherington - Steve Lavache - David H. Lawson - Colin Rushby - Roger Dean et Ian Miller (illustrateurs)

## Développeurs externes
Les principaux studios indépendants ayant été produits par Psygnosis :
- Reflections Interactive
- DMA Design
- Bizarre Creations (Raising Hell)
- WJS Design
- Clockwork Games (Lunatic Software)
- Divide By Zero
- Traveller's Tales
- Perfect Entertainment (Perfect 10)
- Studio 33
- Millennium Interactive
- Osiris Studios

## À noter
De 1994 à 1997, Ian Hetherington est le managing director de Sony Computer Entertainment Europe et supervise le développement du catalogue de la PlayStation pour le lancement européen (80 % de part de marché au lancement). En 1999, il s'associe à Martin Kenwright pour fonder Evolution Studios, dont il reste le PDG jusqu'à 2007 (et le rachat de la compagnie par Sony). En 2003, il s'associe à Dave Jones pour créer Realtime Worlds dont il est le PDG. En 2007, son implication dans l'industrie européenne du jeu vidéo est récompensée aux Develop Industry Excellence Awards où il est honoré « Development Legend ».

## Jeux
Psygnosis a édité et/ou développé plus de 140 jeux.
| Titre (titre alternatif) | Développeur | Plates-formes | Remarque |
| ------------------------ | ----------- | ------------- | -------- |

### 1985
| Brataccas | Psygnosis | Amiga, Atari ST, Macintosh |  |

### 1986
| Arena      | Psygnosis | Amiga, Atari ST |  |
| Deep Space | Psygnosis | Amiga, Atari ST |  |

### 1987
| Barbarian  | Psygnosis | Amiga, Atari ST, Amstrad CPC, Commodore 64, DOS, MSX, ZX Spectrum |  |
| Terrorpods | Psygnosis | Amiga, Atari ST, Amstrad CPC, Commodore 64, MSX, ZX Spectrum      |  |

### 1988
| Captain Fizz Meets the Blaster-Trons | Papyrus Design Group | Amiga, Atari ST, Commodore 64, ZX Spectrum | label Psyclapse                     |
| Explora: Time Run (Chrono Quest)     | Infomedia France     | Amiga, Atari ST                            | édité en France par 16 32 Diffusion |
| Menace                               | DMA Design           | Amiga, Atari ST, Commodore 64, DOS         | label Psyclapse                     |
| Obliterator                          | Psygnosis            | Amiga, Atari ST, Amstrad CPC               |                                     |

### 1989
| Baal                | WJS Design    | Amiga, Atari ST, Commodore 64, DOS | label Psyclapse |
| Ballistix           | Reflections   | Amiga, Atari ST, DOS, PC Engine    | label Psyclapse |
| Blood Money         | DMA Design    | Amiga, Atari ST, Commodore 64      |                 |
| Never Mind          | MC Lothlorien | Amiga, Atari ST, DOS               | label Psyclapse |
| Shadow of the Beast | Reflections   | Amiga (portages, cf. article)      |                 |

### 1990
| Anarchy                               | WJS Design       | Amiga, Atari ST                                | label Psyclapse                     |
| Awesome                               | Reflections      | Amiga, Atari ST, FM Towns                      |                                     |
| Carthage                              | Psygnosis        | Amiga                                          |                                     |
| Explora II (Chrono Quest II)          | Infomedia France | Amiga, Atari ST, DOS                           | édité en France par 16 32 Diffusion |
| Infestation                           | Psygnosis        | Amiga, Atari ST, DOS, FM Towns                 |                                     |
| Killing Game Show, The (Fatal Rewind) | Raising Hell     | Amiga, Atari ST, Mega Drive                    |                                     |
| Matrix Marauders                      | Psygnosis        | Amiga, Atari ST                                | label Psyclapse                     |
| Nitro                                 | Psygnosis        | Amiga, Atari ST                                |                                     |
| Shadow of the Beast II                | Reflections      | Amiga, Atari ST, FM Towns, Mega Drive, Mega CD |                                     |
| Spell Bound                           | WJS Design       | Amiga, Atari ST                                | label Psyclapse                     |
| Stryx                                 | Psygnosis        | Amiga, Atari ST, DOS                           | label Psyclapse                     |

### 1991
| Agony                           | Art & Magic          | Amiga                                   |  |
| Air Support                     | Psygnosis            | Amiga, Atari ST                         |  |
| Amnios                          | Flying Chicken       | Amiga                                   |  |
| Armour-Geddon                   | Psygnosis            | Amiga, Atari ST, DOS                    |  |
| Atomino                         | Blue Byte            | Amiga, Atari ST, Commodore 64, DOS      |  |
| Barbarian II                    | Pandamonium Ent.     | Amiga, Atari ST                         |  |
| Leander (The Legend of Galahad) | Traveller's Tales    | Amiga, Atari ST, Mega Drive             |  |
| Lemmings                        | DMA Design           | Amiga (portages, cf. article)           |  |
| Monster Pack Volume 1           | -                    | Amiga                                   |  |
| Monster Pack Volume 2           | -                    | Amiga                                   |  |
| Obitus                          | Scenario Development | Amiga, Atari ST, DOS, Super Nintendo    |  |
| Oh No! More Lemmings            | DMA Design           | Amiga, Atari ST, Archimedes, DOS, MacOS |  |

### 1992
| Aquaventura               | Psygnosis         | Amiga                |  |
| Bill's Tomato Game        | Psygnosis         | Amiga                |  |
| Carl Lewis Challenge, The | Teque London      | Amiga, Atari ST, DOS |  |
| Creepers                  | Destiny Software  | DOS                  |  |
| Cytron                    | Lunatic Software  | Amiga                |  |
| Dungeon Master            | FTL               | Amiga, DOS           |  |
| Ork                       | WJS Design        | Amiga, Atari ST      |  |
| Red Zone                  | Psygnosis         | Amiga                |  |
| Shadow of the Beast III   | Reflections       | Amiga                |  |
| Wiz 'n' Liz               | Bizarre Creations | Amiga, Mega Drive    |  |

### 1993
| Bob's Bad Day          | The Dome Software   | Amiga                                   |  |
| Bram Stoker's Dracula  | Traveller's Tales   | Amiga, DOS, Mega Drive                  |  |
| Combat Air Patrol      | Maverick Simulation | Amiga, DOS                              |  |
| Globdule               | Ex Animo Designs    | Amiga                                   |  |
| Lemmings 2: The Tribes | DMA Design          | Amiga (portages, cf. article)           |  |
| Hired Guns             | DMA Design          | Amiga, DOS                              |  |
| Holiday Lemmings 93    | DMA Design          | Amiga, DOS, Macintosh                   |  |
| Indigo                 | Charley Bruster     | Amiga                                   |  |
| Innocent Until Caught  | Divide By Zero      | Amiga, DOS                              |  |
| Mega Mix               | -                   | Amiga                                   |  |
| Microcosm              | Psygnosis           | 3DO, Amiga CD32, DOS, FM Towns, Mega CD |  |
| Perihelion             | Morbid Visions      | Amiga                                   |  |
| Prime Mover            | Interactivision     | Amiga                                   |  |
| Puggsy                 | Traveller's Tales   | Amiga, Mega Drive, Mega CD              |  |
| Second Samurai         | Vivid Image         | Amiga, Mega Drive                       |  |
| Theatre of Death       | The Software Shed   | Amiga, DOS                              |  |
| Walker                 | DMA Design          | Amiga                                   |  |

### 1994
| All New World of Lemmings (The Lemmings Chronicles) | DMA Design              | Amiga 1200, DOS                          |                          |
| Armour-Geddon II: Codename Hellfire                 | Psygnosis               | Amiga                                    |                          |
| Benefactor                                          | Digital Illusions       | Amiga, Amiga CD32                        |                          |
| Brian the Lion                                      | Reflections Interactive | Amiga, Amiga 1200, Amiga CD32            |                          |
| Cliffhanger                                         | Spidersoft              | Amiga                                    |                          |
| Ecstatica                                           | Andrew Spencer          | DOS                                      |                          |
| Flink (The MisAdventures of Flink)                  | Psygnosis               | Amiga CD32, Mega Drive, Mega CD          |                          |
| Hexx: Heresy of the Wizard                          | Psygnosis               | DOS                                      |                          |
| Holiday Lemmings 94                                 | DMA Design              | Amiga, DOS, Macintosh                    |                          |
| Last Action Hero                                    | The Dome Software       | Amiga, DOS                               |                          |
| Megamorph                                           | Psygnosis               | FM Towns                                 |                          |
| No Escape                                           | Bits Studios            | Mega Drive, Super Nintendo               | édité par Sony Imagesoft |
| Novastorm (Scavenger 4)                             | Psygnosis               | 3DO, DOS, FM Towns, Mega-CD, PlayStation |                          |

### 1995
| 3D Lemmings                                       | Clockwork Games         | DOS, PlayStation, Saturn |  |
| Blue Ice                                          | Art of Mind Productions | DOS, Windows             |  |
| Darker                                            | Psygnosis               | DOS                      |  |
| Daughter of Serpents                              | Millenium               | DOS                      |  |
| Destruction Derby                                 | Psygnosis               | DOS, PlayStation, Saturn |  |
| Discworld                                         | Perfect 10 Production   | DOS, PlayStation, Saturn |  |
| Guilty (Innocent Until Caught 2: Presumed Guilty) | Divide By Zero          | DOS                      |  |
| SilverLoad                                        | Millennium              | DOS                      |  |
| Wipeout                                           | Studio Liverpool        | DOS, PlayStation, Saturn |  |
| X-It                                              | Data Design             | Amiga, DOS               |  |

### 1996
| Adidas Power Soccer                                | Psygnosis France     | PlayStation, Windows                |            |
| Adventures of Lomax, The                           | Psygnosis            | PlayStation, Windows                |            |
| Assault Rigs                                       | Stroud Studio        | DOS, PlayStation, Saturn            |            |
| Chronicles of the Sword                            | Synthetic Dimensions | DOS                                 |            |
| La Cité des enfants perdus (City of Lost Children) | Psygnosis France     | DOS, PlayStation, Windows           |            |
| Colony Wars                                        | Studio Liverpool     | PlayStation                         |            |
| Deadline                                           | Millennium           | DOS                                 |            |
| Destruction Derby 2                                | Psygnosis            | DOS, PlayStation, Windows           |            |
| Discworld II : Mortellement vôtre !                | Perfect Studio       | DOS, PlayStation, Saturn, Windows   |            |
| Ecstatica II                                       | Andrew Spencer       | DOS, Windows                        |            |
| Formula 1                                          | Bizarre Creations    | PlayStation                         |            |
| Krazy Ivan                                         | Studio Liverpool     | PlayStation, Saturn, Windows        |            |
| Lemmings Paintball                                 | Visual Science       | Windows                             |            |
| Myst                                               |                      | PlayStation                         | adaptation |
| Wipeout 2097 (Wipeout XL)                          | Studio Liverpool     | PlayStation, Saturn, Windows, Amiga |            |

### 1997
| Adidas Power Soccer 2                  | Psygnosis France        | PlayStation               |  |
| Alundra (The Adventures of Alundra)    | Matrix Software         | PlayStation               |  |
| Formula 1 97 (F1 Championship Edition) | Bizarre Creations       | PlayStation               |  |
| G-Police                               | Stroud Studio           | PlayStation, Windows      |  |
| Lifeforce Tenka (Codename: Tenka)      | Studio Liverpool        | PlayStation               |  |
| Monster Trucks (Thunder Truck Rally)   | Reflections Interactive | PlayStation, Windows      |  |
| Overboard! (Shipwreckers!)             | Stroud Studio           | PlayStation, Windows      |  |
| Rosco McQueen                          | Slippery Snake          | PlayStation               |  |
| Sentient                               | Psygnosis               | DOS, PlayStation, Windows |  |
| Shadow Master                          | HammerHead              | PlayStation, Windows      |  |
| Speedster (Rush Hour)                  | Clockwork Games         | PlayStation, Windows      |  |

### 1998
| 1 001 Pattes (A Bug's Life)        | Traveller's Tales   | PlayStation          |                  |
| Adidas Power Soccer '98            | Psygnosis France    | PlayStation          |                  |
| Blast Radius                       | Studio Camden       | PlayStation          |                  |
| Colony Wars: Vengeance             | Studio Liverpool    | PlayStation          |                  |
| Formula One 98                     | Visual Science      | PlayStation          |                  |
| Newman Haas Racing                 | Studio 33           | PlayStation, Windows |                  |
| O.D.T.                             | Psygnosis France    | PlayStation, Windows |                  |
| Psybadek                           | Psygnosis           | PlayStation          |                  |
| Rascal                             | Traveller's Tales   | PlayStation          |                  |
| Kula World (Roll Away, Kula Quest) | PlayCom Game Design | PlayStation          |                  |
| Sentinel Returns                   | Hookstone           | PlayStation, Windows |                  |
| Spice World                        | Psygnosis           | PlayStation          |                  |
| Wipeout 64                         | Studio Liverpool    | Nintendo 64          | édité par Midway |
| Zombieville                        | Psygnosis           | Windows              |                  |

### 1999
| 3X: The Science of War                                      | Psygnosis France    | PlayStation, Windows |                          |
| Attack of the Saucerman                                     | Psygnosis           | PlayStation, Windows |                          |
| Expert Pool                                                 | Visual Science      | Windows              |                          |
| Drakan : les Chevaliers du feu (Drakan: Order of the Flame) | Surreal Software    | Windows              |                          |
| Eliminator                                                  | Magenta Software    | PlayStation, Windows |                          |
| Formula One 99                                              | Studio 33           | PlayStation          |                          |
| G-Police: Weapons of Justice                                | Stroud Studio       | PlayStation          |                          |
| Kingsley's Adventure                                        | Studio Camden       | PlayStation          |                          |
| Lander                                                      | Studio Manchester   | Windows              |                          |
| Nations: Fighter Command                                    | Psygnosis           | Windows              | édité par GT Interactive |
| Pro 18: World Tour Golf                                     | Intelligent Games   | PlayStation, Windows |                          |
| Retro Force                                                 | Psygnosis           | PlayStation          |                          |
| Rollcage                                                    | Attention to Detail | PlayStation, Windows |                          |
| Tellurian Defense                                           | Psygnosis           | Windows              |                          |
| Wipeout 3                                                   | Psygnosis Leeds     | PlayStation          |                          |

### 2000
| Colony Wars: Red Sun (Colony Wars III) | Psygnosis                     | PlayStation          | édité par Sony CE et Midway   |
| Destruction Derby 64                   | Looking Glass Studios         | Nintendo 64          | édité par THQ                 |
| Destruction Derby Raw                  | Studio 33                     | PlayStation          | édité par Sony CE et Midway   |
| Lemmings Revolution                    | Psygnosis                     | Windows              | édité par Take-Two            |
| Metal Conflict (Metal Fatigue)         | Zono                          | Windows              | édité par Take-Two            |
| Rollcage Stage II (Death Track Racing) | Attention to Detail           | PlayStation, Windows | édité par Sony CE et Take-Two |
| Team Buddies                           | Studio Camden, Osiris Studios | PlayStation          | édité par Sony CE et Midway   |